# François André Michaux
François André Michaux (Satory, Versailles, 16 de agosto de 1770 — 23 de outubro de 1855) foi um botânico francês.